# Otão I da Suábia e Baviera
Otão I (em latim: Otto I; 954-982) foi duque da Suábia desde 973 e duque da Baviera desde 976. Era membro da dinastia otoniana, filho do duque Liudolfo (r. 950–954) e sua esposa Ida, e assim neto do imperador Otão I (r. 962–973) e sua esposa anglo-saxã Edite. Sua irmã Matilde foi abadesa da Abadia de Esse.

## Vida
Otão era filho do duque Liudolfo (r. 950–954) e sua esposa Ida, e assim neto do imperador Otão I (r. 962–973) e sua esposa anglo-saxã Edite. Sua irmã Matilde foi abadesa da Abadia de Esse. Otão tinha apenas três anos quando seu pai morreu em 957. Foi criado na corte de seu avô, que parece tê-lo adotado e criado ao lado de seu próprio filho, o futuro Otão II, nascido no final de 955. O último viu-o como "sobrinho e irmão" (nepos ac frater) e quando o duque Burcardo III da Suábia, sem filhos, morreu em 973, Otão II transferiu o Ducado da Suábia para seu sobrinho Otão.
Em 976, o duque Henrique II da Baviera foi oficialmente removido de sua posição por ter se rebelado e em seu lugar foi nomeado Otão da Suábia, que se tornou o primeiro a governar dois ducados na Idade Média. O Ducado da Caríntia e a Marca de Nordegóvia foram tirados de Henrique, mas não foram dadas a Otão, com sua história transcorrendo em separado da Baviera desde então. Em 977, enquanto o imperador estava em campanha em outro lugar, Otão ajudou a esmagar a Revolta dos Três Henrique - o duque deposto da Baviera, o bispo Henrique I de Augsburgo e o duque Henrique I da Caríntia - sitiando os líderes em Passávia. O exército de bávaros que foi emboscado por Boleslau I da Boêmia (r. 935–967/972) perto de Pilsena enquanto estava a caminho de se juntar ao imperador nesse momento pode ter sido enviado pelo duque Otão.
Em 980, seguiu o imperador na campanha no sul da Itália, lutando contra bizantinos e árabes sicilianos. Sobreviveu à derrota perto de Crotona em 13/14 de julho de 982 e à emboscada subsequente de uma força árabe. Designado para levar as notícias da campanha de volta à Germânia, morreu no caminho de suas feridas, em 31 de outubro ou 1 de novembro, em Luca. O seu pai também tinha morrido ao sul dos Alpes. Sua família trouxe seu corpo de volta e o enterrou na Igreja dos Santos Pedro e Alexandre em Aschafemburgo, que Otão generosamente doou. Sua morte é notada na versão contemporânea  da Crônica Anglo-Saxônica: "E então, quando voltou para casa, o filho de seu irmão [do imperador], chamado Otão, morreu; e era filho do eterno Liudolfo, e este era filho de Otão, o Velho, e da filha do rei Eduardo".
A irmã de Otão, Matilde, doou uma preciosa cruz gemada (cruz de jóias), a Cruz de Otão e Matilde, mantida no Tesouro da Catedral de Esse; os irmãos são retratados nela. Otão nunca se casou e não deixou filhos.